# Elasmotherium sibiricum
Elasmotherium sibiricum (лат.) — вымерший вид носорогов, обитавший в степной зоне Евразии в плейстоцене.
Сохранилось много останков в восточной Евразии, такие, как зубы, части черепа и челюсти, а также некоторые кости скелета. Крупное скопление ископаемых костей этого вида найдено в Саратовской области, в местонахождении «Иргиз 1».
Его рог достигал длины до 2 метров, а тело имело длину около 5 метров. Вес животного достигал 4 тонн.
Животное вымерло около 29 тысяч лет назад, в ходе массового позднечетвертичного вымирания мегафауны, сосуществовало с неандертальцами и ранними людьми современного типа. По калиброванным данным, шесть эласмотериев датируются возрастом от 35 до 40 тыс. лет, тринадцать эласмотериев  — возрастом от 40 до 47 тыс. лет. Наиболее поздняя ископаемая находка этого вида, обнаруженная на территории Северного Казахстана, датируется возрастом 29 тыс. лет назад. Обитал в засушливых степных регионах, питался травянистой растительностью, в основном в поймах рек.
Причины его исчезновения достоверно неизвестны и находятся в стадии обсуждения. В качестве гипотезы рассматривается резкое похолодание климата в начале последнего ледникового максимума, вызвавшее повышение уровня снежного покрова зимой и исчезновение степной растительности, основной диеты этого вида. В результате, эти носороги вынуждены были перейти на питание несвойственной для них кустарниковой и лесной растительностью незадолго до своего вымирания. Дополнительным, или даже решающим, негативным фактором могла стать охота первобытных людей, так как эласмотерии до этого пережили множество изменений климата и могли бы мигрировать в более подходящие регионы. На одном из ископаемых черепов эласмотерия найден заживший след от удара пиковидным орудием. В Каповой пещере на Урале найден предполагаемый доисторический рисунок этого вида, у которого был один длинный рог, в отличие от шерстистого носорога, у которого было 2 рога.
Секвенирование митохондриальной ДНК Elasmotherium sibiricum показало, что род эласмотериев откололся от современной группы носорогов около 40 млн лет назад, в эоцене, но самые ранние датировки ископаемых находок эласмотериев датируются возрастом 8—9 млн. лет назад.